# Saron Berhe
Saron Berhe Tareke (27 agosto 2007) è una mezzofondista etiope, ha vinto la medaglia d'oro ai Campionati africani 2024 nei 1500 metri piani e la medaglia d'oro ai Mondiali U20 sempre nei 1500 metri piani.

## Record nazionali
Allievi
- 1500 m piani indoor: 4'06"62 ( Ostrava 30 gennaio 2024)
- Miglio indoor: 4'24"23 ( Ostrava 30 gennaio 2024)

## Progressione

### 1500 metri piani
| Stagione | Misura  | Luogo     | Data      | Rank. Mond. |
| -------- | ------- | --------- | --------- | ----------- |
| 2024     | 3'59"21 | Xiamen    | 20-4-2024 |             |
| 2023     | 4'00"46 | Bruxelles | 8-9-2023  |             |

## Palmarès
| Anno | Manifestazione      | Sede   | Evento       | Risultato | Prestazione | Note |
| ---- | ------------------- | ------ | ------------ | --------- | ----------- | ---- |
| 2024 | Campionati africani | Douala | 1500 m piani | Oro       | 4'06"05     |      |
| 2024 | Mondiali U20        | Lima   | 1500 m piani | Oro       | 4'16"64     |      |

## Campionati nazionali
2022
- 8ª ai campionati etiopi (Hawassa), 800 m piani - 2'07"03

2024
- Bronzo ai campionati etiopi under-20, 1500 m piani - 4'10"6

## Altre competizioni internazionali
2023
- 6ª allo Xiamen Diamond League - ( Xiamen), 1500 m piani - 4'00"86
- 11ª al Memorial Van Damme - ( Bruxelles), 1500 m piani - 4'00"46

2024
- 8ª allo Xiamen Diamond League - ( Xiamen), 1500 m piani - 3'59"21
- 13ª al Doha Diamond League - ( Doha), 1500 m piani - 4'09"62

2025
- 8ª al Prefontaine Classic ( Eugene), 1500 m piani - 3'57"72
- 4ª al Meeting international Mohammed VI d'athlétisme de Rabat ( Rabat), 1500 m piani - 3'59"93
- 14ª al Meeting de Paris ( Parigi), 1500 m piani - 4'01"41
- 10ª al Golden Gala ( Roma), 1500 m piani - 4'01"80
- 4ª alla Doha Diamond League ( Doha), 1500 m piani - 4'07"40